# Храм Святителя Николая в Кузнецах
Храм Святителя Николая в Кузнецкой слободе (Храм Николы в Кузнецах, Николо-Кузнецкий храм) — православный храм в районе Замоскворечье города Москвы. Относится к Москворецкому благочинию Московской епархии Русской православной церкви. Является одной из немногих церквей на постсоветском пространстве, которые не закрывались в советское время.

## История

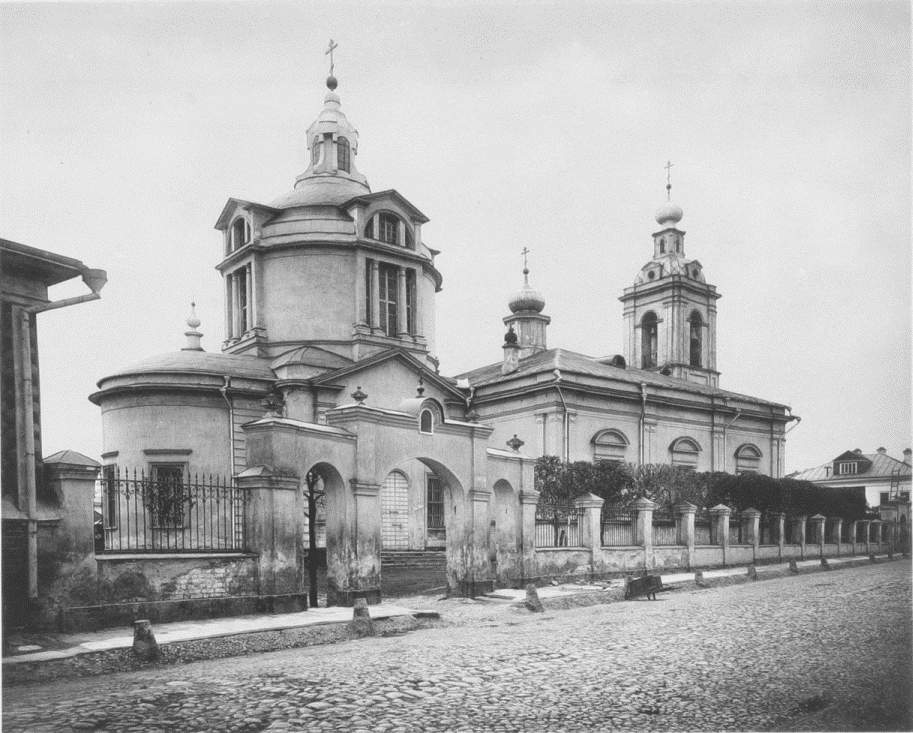
Фотография из альбома Николая Найдёнова, 1883 год

С 1490 года (приблизительная дата основания Кузнецкой слободы) по начало XIX века на месте будущего храма находились по меньшей мере две церковные постройки. Первая была построена в 1491 году. Вторая церковь была каменной и построена по благословению патриарха Иоакима в 1683 году. Храм имел придел во имя преподобного Сергия Радонежского; в 1766 году был устроен второй (северный) придел − во имя святителя Василия Амасийского. В 1805 году «настоящую» церковь разобрали, и на средства прихожан был построен новый храм с высоким куполом-ротондой, освящённый в 1817 году.
В 1847 году храм был вновь перестроен: возвели третий ярус колокольни, вместо прежней, тесной, появилась обширная четырёхстолпная трапезная. В новой трапезной были установлены большие придельные алтари. Северный алтарь, освящённый во имя святителя Василия Амасийского, позднее был переосвящён митрополитом Филаретом в честь Введения во храм Пресвятой Богородицы, но день памяти святого Василия продолжали праздновать как престольный праздник, и до сих пор святой считается покровителем храма. Пятиярусный иконостас главного алтаря сооружён по проекту, утверждённому в 1853 году.
В 1991 году на средства прихожан построен и освящён крестильный дом во имя равноапостольного князя Владимира Святого.

## Святыни
- Икона «Святитель Алексий, возлагающий крест на преподобного Сергия»
- Икона Божией Матери «Взыскание погибших»
- Иверская икона Божией Матери
- Икона Божией Матери «Утоли Моя Печали»
- Храмовая икона святого Николая Чудотворца с житием (18 клейм) — конец XVI — начало XVII века

## Настоятели
- Священник Евлампий Кременский[1] — с 1888 по 1906
- Протоиерей Симеон Ковганкин[2] — с 1906 по 1910
- Протоиерей Николай Померанцев[3] — с 1910 по 1927
- Протоиерей Александр Смирнов — с 1928 по 1950
- Протоиерей Григорий Разумовский — с 1950 по 1951
- Протоиерей Всеволод Шпиллер — с 1951 по 1984
- Протоиерей Владимир Рожков — с 1984 по 1997
- Протоиерей Владимир Воробьёв — с 1997 по настоящее время.

## Фотографии

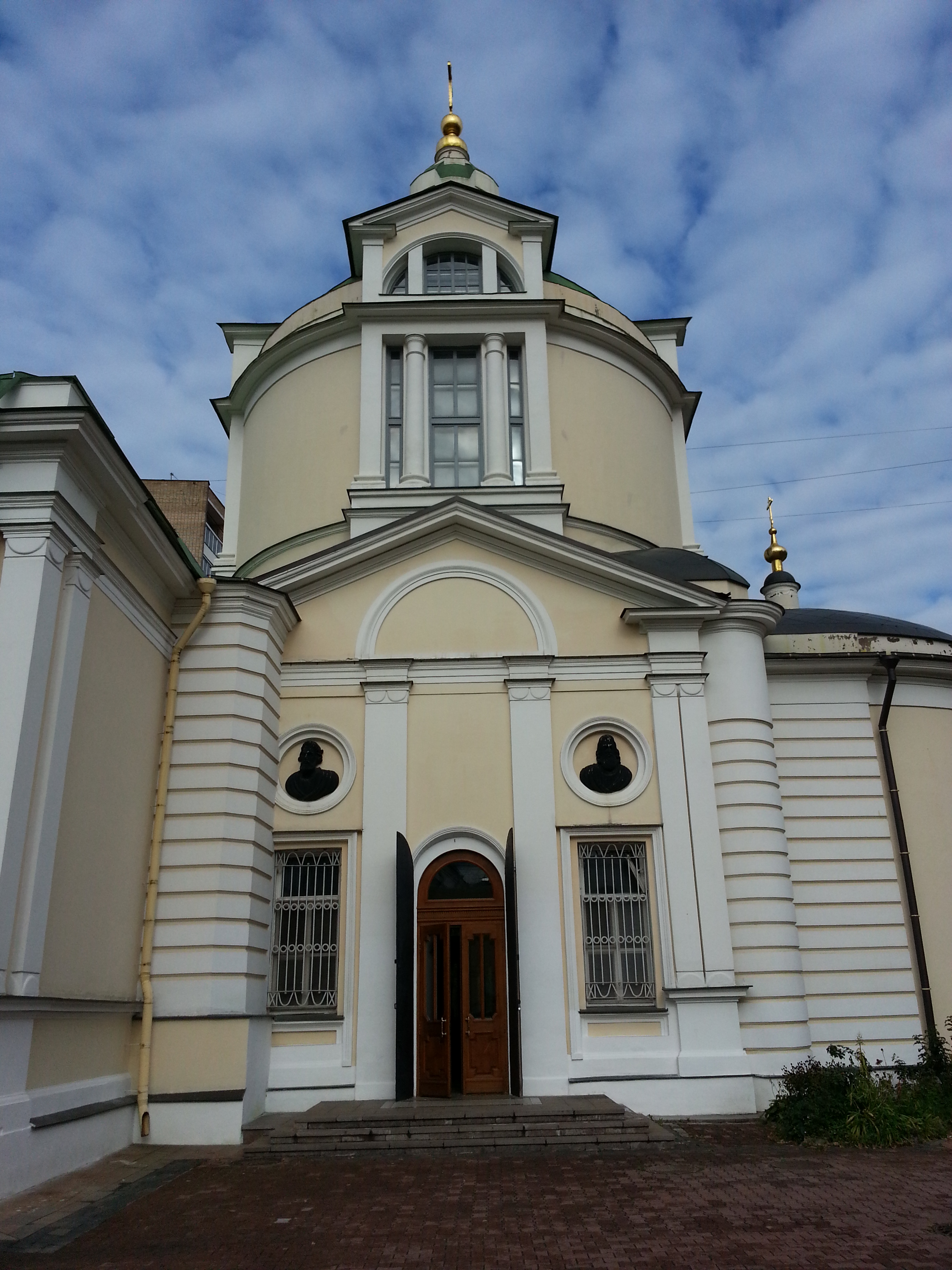
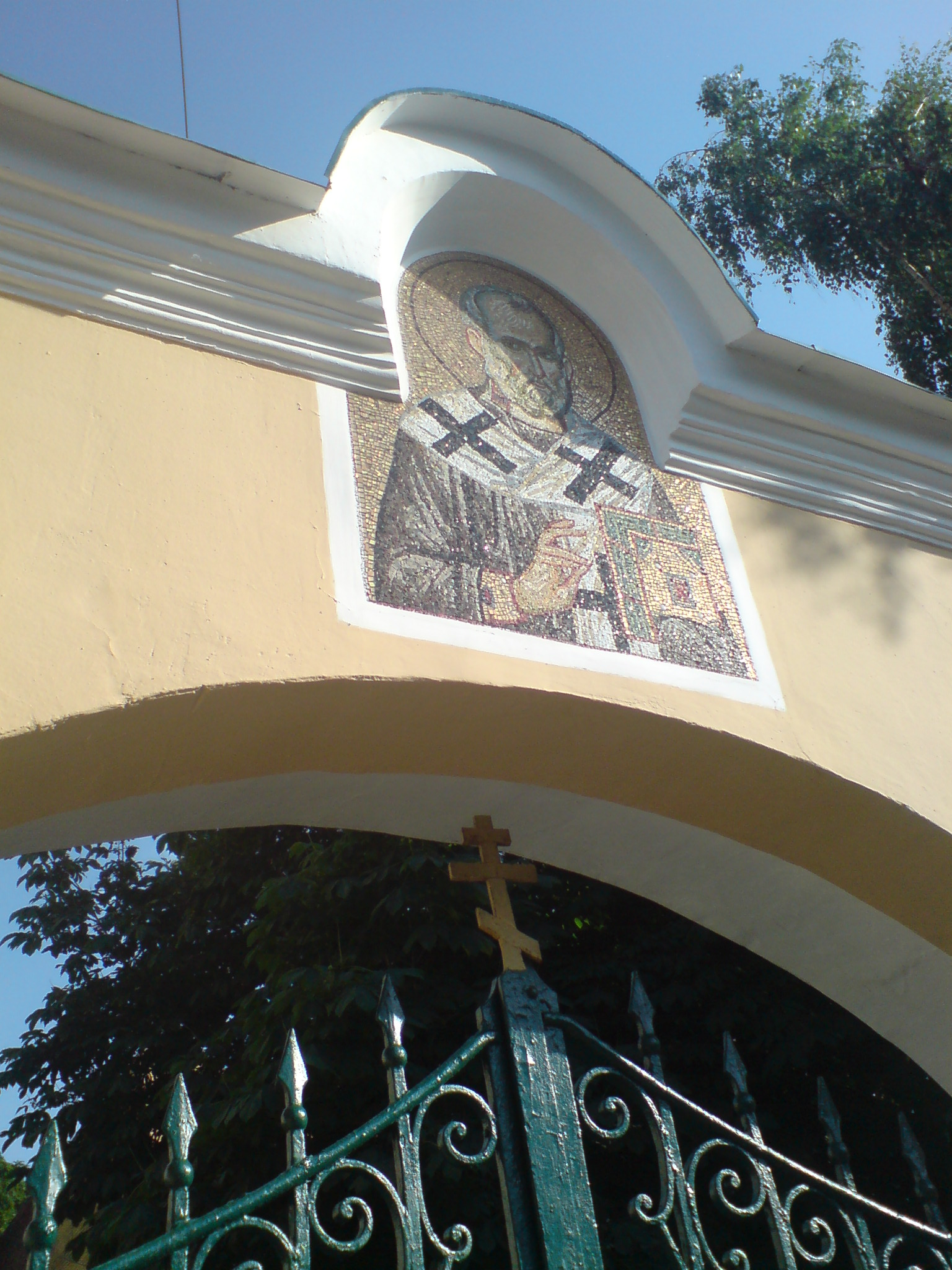
Ворота храма
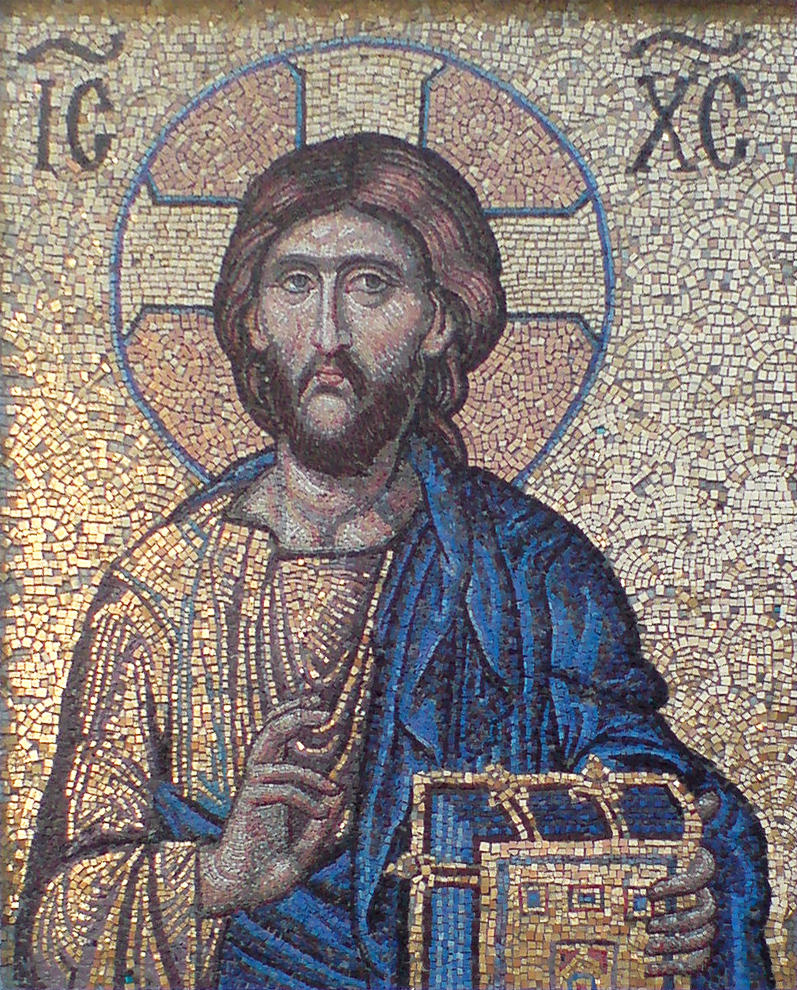
Икона «Иисус Пантократор» на одном из зданий церкви
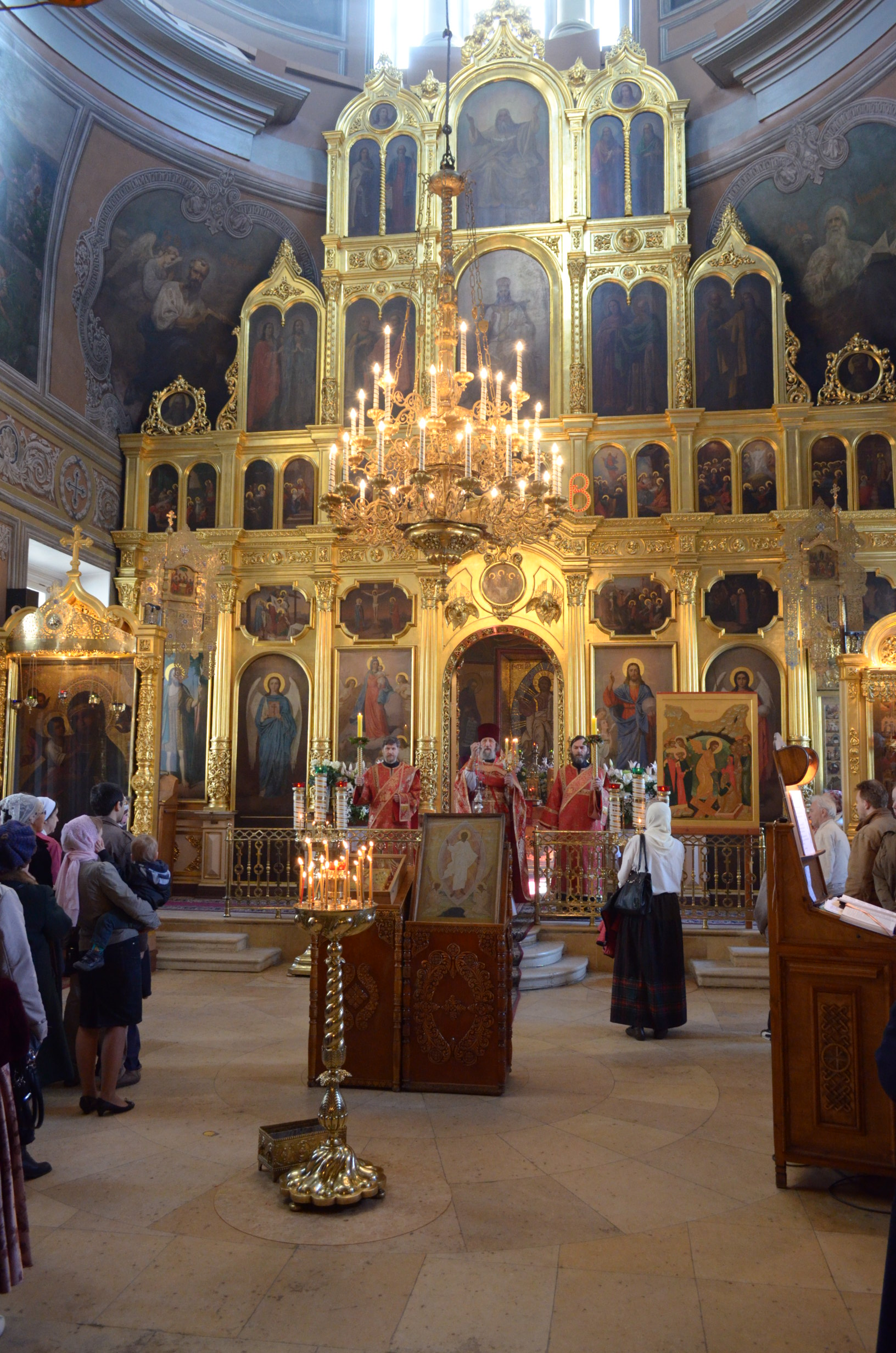
Иконостас